# 아미가스 이 리바레스
《아미가스 이 리바레스》(스페인어: Amigas y rivales)는 2001년 방영된 멕시코의 텔레노벨라이다.